# يانيك سالمون
يانيك سالمون (بالإنجليزية: Yannick Salmon)‏ هو لاعب كرة قدم أمريكي في مركز الدفاع، ولد في 7 أبريل 1990 في وستباري في الولايات المتحدة. شارك مع منتخب جامايكا تحت 17 سنة لكرة القدم ومنتخب جامايكا تحت 20 سنة لكرة القدم. أما مع النوادي، فقد لعب مع ميبا.